# 台鐵EMU3000型電聯車
台鐵EMU3000型電聯車，是台鐵的城際型電聯車，預定引進50列共600輛，編組上首度採用12輛固定編成，為台鐵繼1998年引進10組30輛DR3100型柴聯車之後，再度引進非傾斜式之城際列車，也是目前台鐵採購數量最多之單一車型電聯車，預定2021年至2024年完成交車。目前以「新自強號」之名編為自強號列車營運。

## 概要

### 引進簡史
本型車最早始於2015年提出的臺鐵整體購置及汰換車輛計畫（2015年至2024年）中的600輛城際電聯車採購案。由於台鐵近年因應現行自強號、莒光號等主力城際列車，其車型多已屆最低使用年限，老舊且車況不佳致使車輛故障事件頻傳，影響到其城際運輸服務品質。加上近年東部幹線中、長程旅運量逐年成長，即便先後引進TEMU1000型電聯車、TEMU2000型電聯車加入營運，但該兩型車僅有8輛編成且管制站票，運能提升效果有限，假日依舊面臨一位難求的問題。為全面汰換現行老舊主力車輛及提升城際運輸效率，臺鐵以該計畫辦理而購置新型城際型電聯車。同時為增加列車運能需求，將編組擴大為12輛編成。
本型車原定於2016年中旬開始辦理招標，但2016年中華民國總統選舉後中央政權輪替，因而暫停招標程序並變更採購規範；2017年12月重新公告並對外公開招標，採最有利標方式進行。2018年5月進行第一次開標時，僅日本日立製作所與瑞士施泰德鐵路（Stadler Rail）兩家公司投標而宣布流標；2018年10月進行第二次開標時，兩家公司皆符合資格審查並同時進入評選程序。2018年12月臺鐵宣布本型車由日立製作所得標，採購預算新台幣442.9億元，隨後於2019年1月完成簽約。臺鐵於2019年11月30日發布本型車包含外觀、內裝等有關資訊。至交車時程部分，7列84輛車於2021交車，18列216輛車於2022年交車，17列204輛車於2023年交車，其餘8列96輛車於2024年間陸續完成交付。
2020年4月，台鐵表示原本日立製作所口頭承諾本型車會提早至2020年12月底前交車，不過受到COVID-19疫情影響，日立製作所無法如期完工，但承諾會盡量趕工。之後原訂於2021年6月交付第一列車，然而因台灣也受到COVID-19疫情影響，廠商技術人員無法取得簽證一併來台，使得第一列車的交車時程延後至同年7月30日交車。

### 列車名
本型車設置商務車廂1輛，經台鐵舉辦內部命名活動後，將商務車廂定名為「騰雲座艙」，一般標準車廂暫無另行命名規劃。本型車尚未抵台之前，台鐵僅以「新城際列車」稱之，在商務車廂命名之新聞稿內開始冠上「新自強號」。

## 編組方式

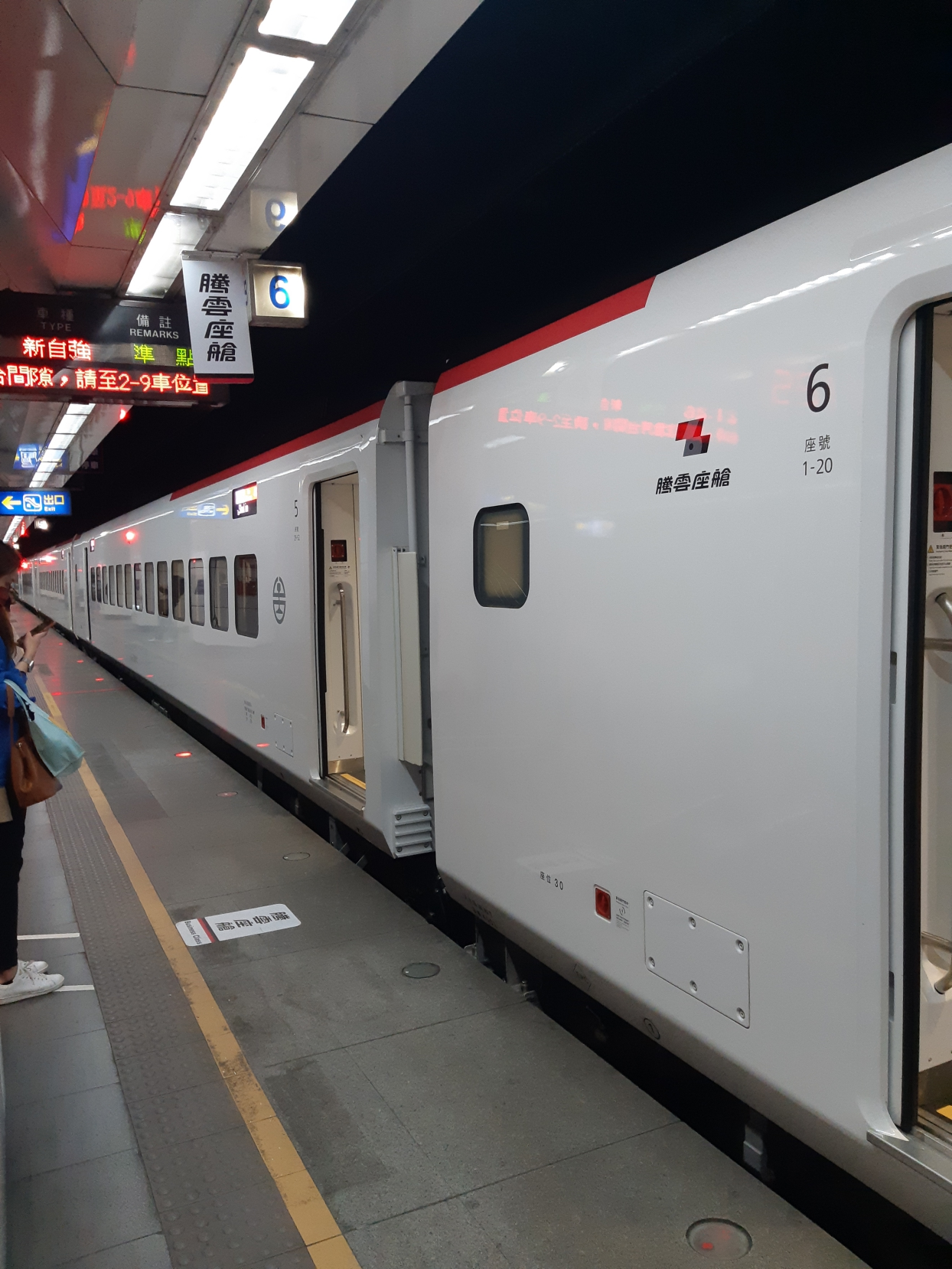
因應EMU3000型加入營運，部分車站於6車候車處增加騰雲座艙的標示

本型車編組編號方式採用於十位數與百位數設置編號的方式，6M+6T共12輛編組方式組成。
本型車係以12輛為一組，每列以3小組車編為一大編，進行營運。

依照其車型功能可分為駕駛拖車（ED3XX1、ED3XX2）、一般電源拖車（EP3XX3）、身障電源拖車（EP3XX1）、多功能電源拖車（EP3XX2）、一般拖車（ET3XX1）、一般馬達車與商務馬達車（EM3XX1至EM3XX6），除了（EM3XX3）是商務馬達車（標準型）/一般吧檯馬達車（觀光特仕列車）之外，其餘皆是一般馬達車。

總共採購50列600輛，其中4列48輛預定作為觀光列車之用。

### 編成表
|              | EMU3000 ←（逆行）屏東、高雄方向基隆、花蓮（順行）方向→ |                      |                      |                      |                      |                      |                      |                      |                      |                      |                      |                      |
| 車廂編號     | 1                                                      | 2                    | 3                    | 4                    | 5                    | 6                    | 7                    | 8                    | 9                    | 10                   | 11                   | 12                   |
| 集電弓       |                                                        |                      | ＞                   |                      |                      |                      | ＞                   |                      |                      | ＜                   |                      |                      |
| 型式         | 45ED3XX1 （Tc）                                        | 45EM3XX1 （M）       | 45EP3XX1 （Tp）      | 45EM3XX2 （M）       | 45ET3XX1 （T）       | 45EM3XX3 （Ms）      | 50EP3XX2 （Tp）      | 45EM3XX4 （M）       | 45EM3XX5 （M）       | 45EP3XX3 （Tp）      | 45EM3XX6 （M）       | 45ED3XX2 （Tc）      |
| 安裝機電設備 | CP                                                     | VVVF、Rc、SIV        | Mtr、VCB             | VVVF、Rc、SIV        | CP                   | VVVF、Rc、SIV        | Mtr、VCB             | VVVF、Rc、SIV        | VVVF、Rc、SIV        | Mtr、VCB             | VVVF、Rc、SIV        | CP                   |
| 其他設備     |                                                        |                      | 無障礙設施           |                      |                      |                      | 無障礙設施           |                      |                      |                      |                      |                      |
| 重量 (t)     | 45                                                     | 45                   | 45                   | 45                   | 45                   | 45                   | 50                   | 45                   | 45                   | 45                   | 45                   | 45                   |
| 載客量       | 座位40                                                 | 座位52               | 座位38               | 座位52               | 座位52               | 座位30               | 座位26               | 座位52               | 座位52               | 座位52               | 座位52               | 座位40               |
| 車輛編號     | 45ED3011 ： 45ED3501                                   | 45EM3011 ： 45EM3501 | 45EP3011 ： 45EP3501 | 45EM3012 ： 45EM3502 | 45ET3011 ： 45ET3501 | 45EM3013 ： 45EM3503 | 50EP3012 ： 50EP3502 | 45EM3014 ： 45EM3504 | 45EM3015 ： 45EM3505 | 45EP3013 ： 45EP3503 | 45EM3016 ： 45EM3506 | 45ED3012 ： 45ED3502 |

範例
- VVVF：主控制裝置（牽引整流/變流器（C/I）；VVVF變頻器）
- Rc：整流器
- Mtr：主變壓器
- VCB：真空斷路器
- SIV：靜態式變流器
- CP：空氣壓縮機（主風泵）
- ■綠色：騰雲座艙（商務車廂-標準型）（相當於日本的綠色車廂グリーン車）/一般車廂+吧檯合造車（觀光特仕列車）
- ：駕駛室（1、12車）、服務員室（6車）、吧檯（觀光特仕列車適用-6車）、車長室（7車）
- ：廁所
- ：無障礙設施（輪椅停放區及多功能廁所）
- ：育嬰室

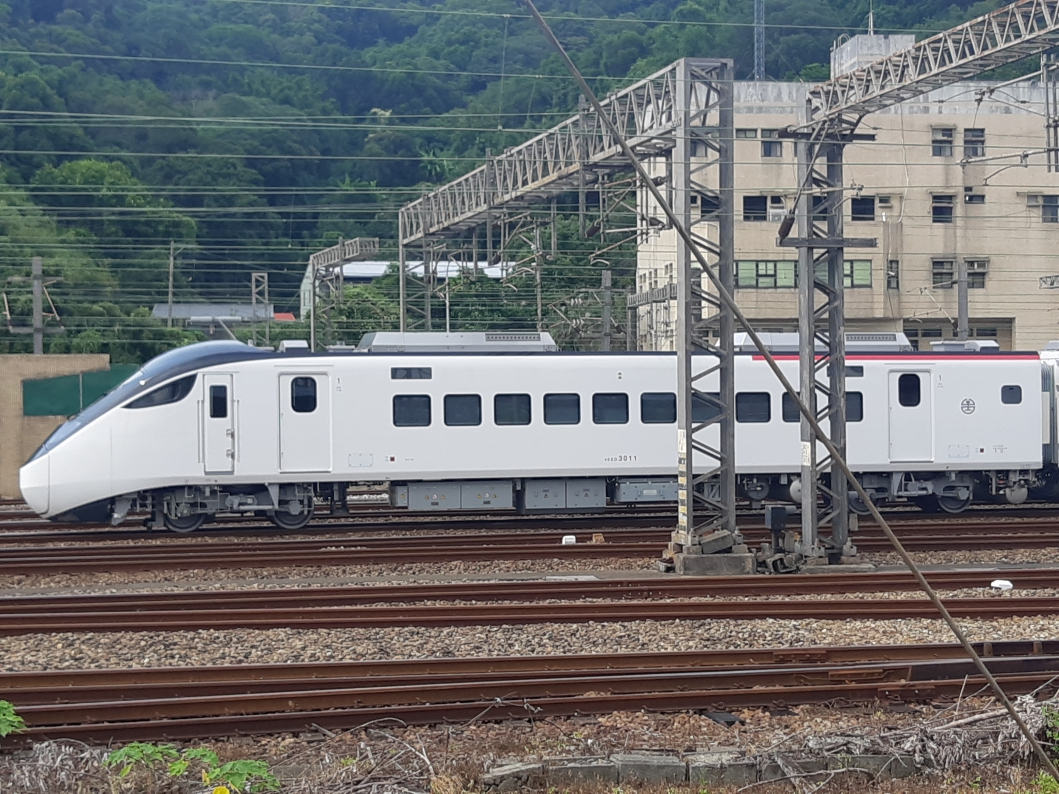
45ED3XX1型（第1車）
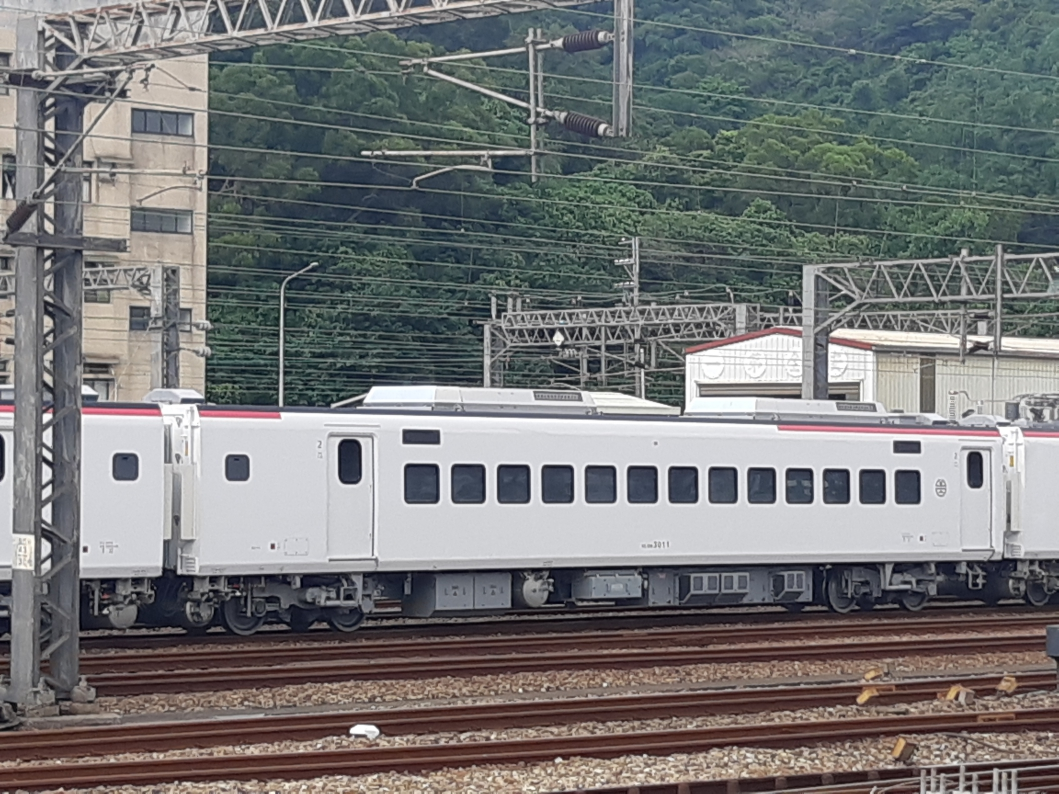
45EM3XX1型（第2車）
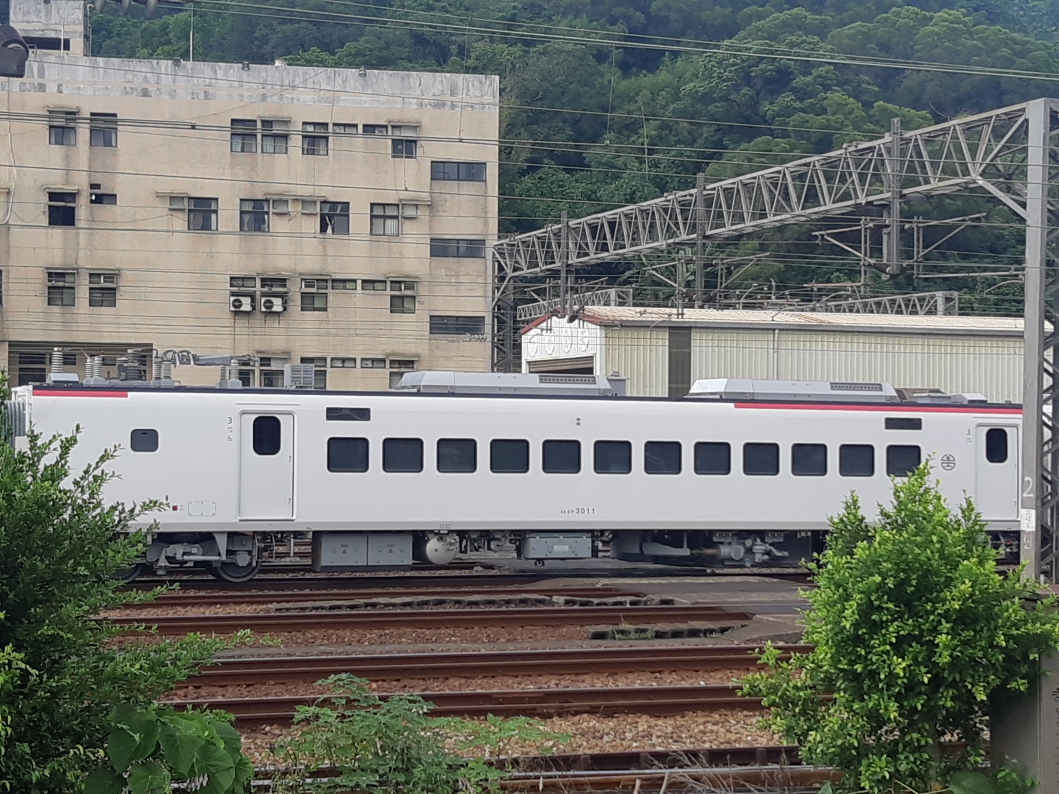
45EP3XX1型（第3車）
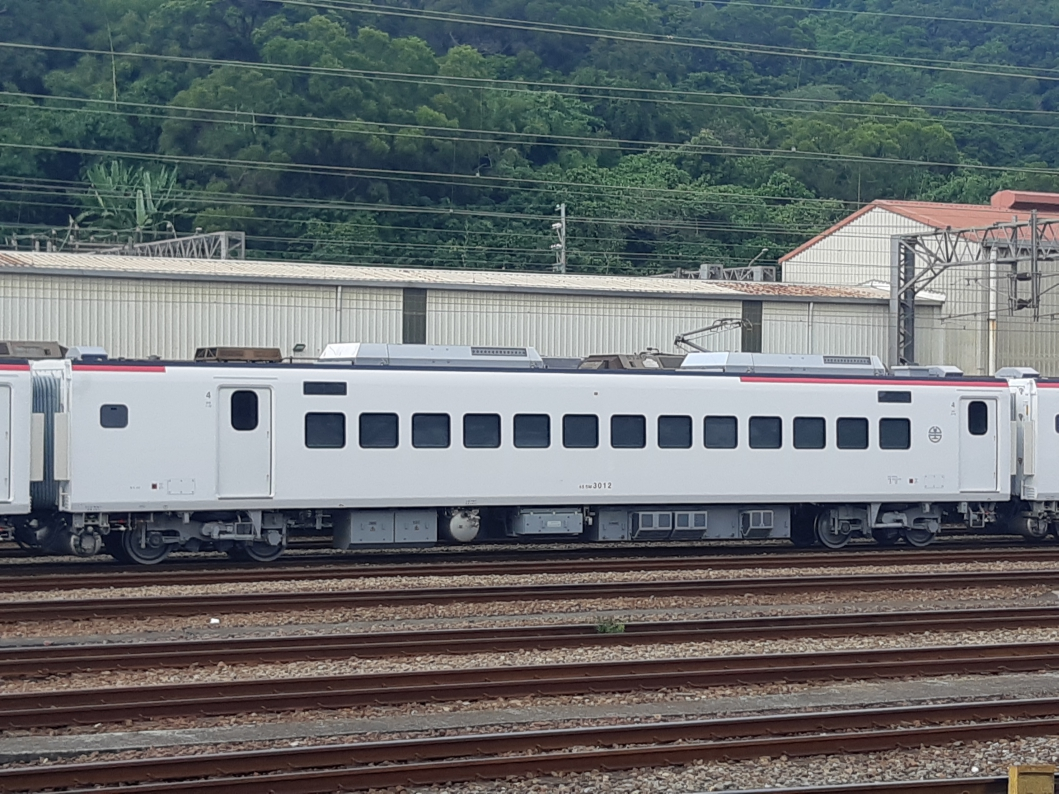
45EM3XX2型（第4車）
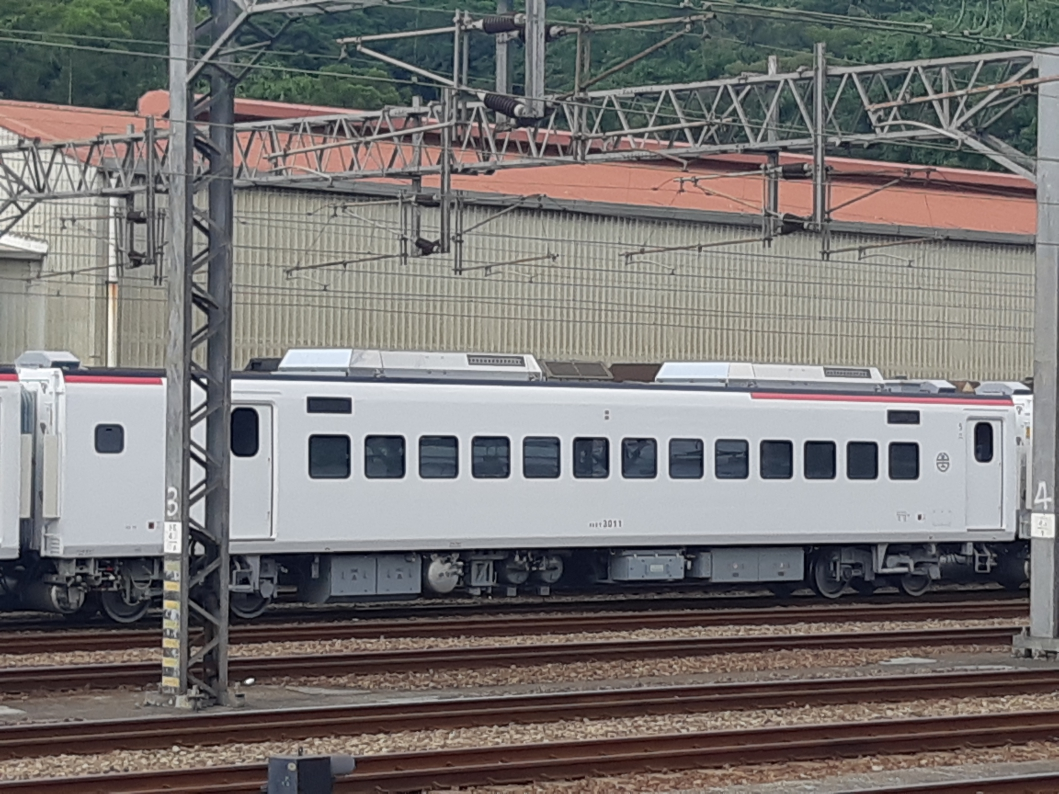
45ET3XX1型（第5車）
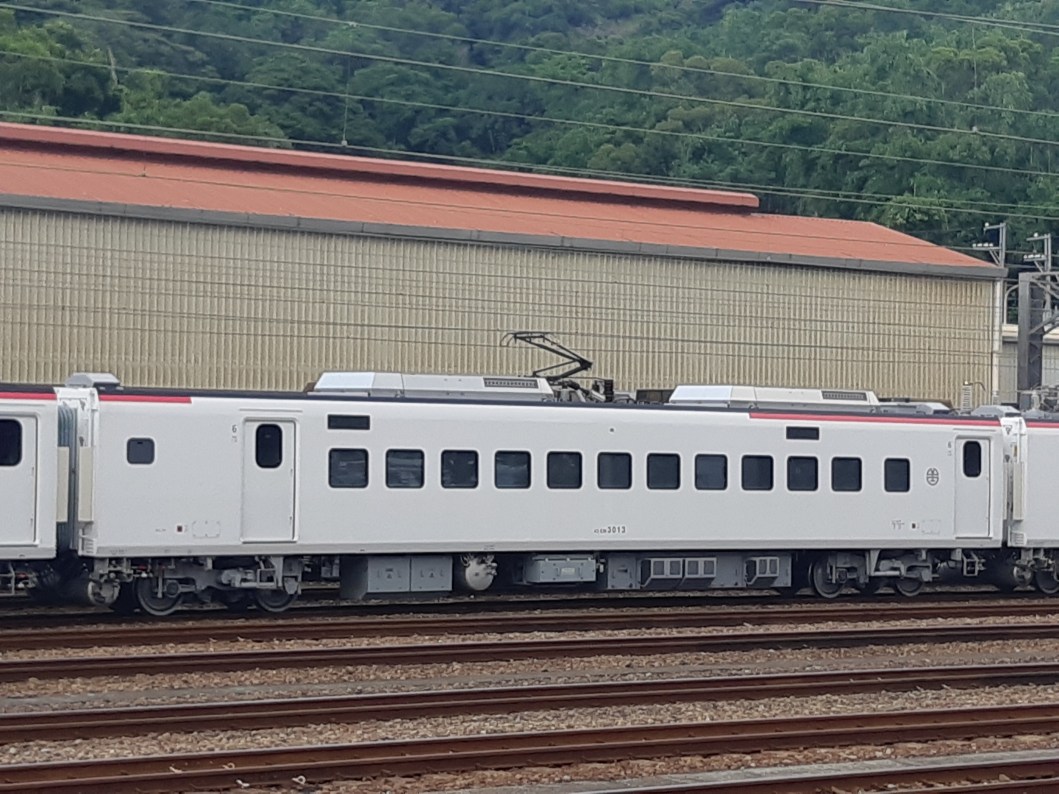
45EM3XX3型（第6車）
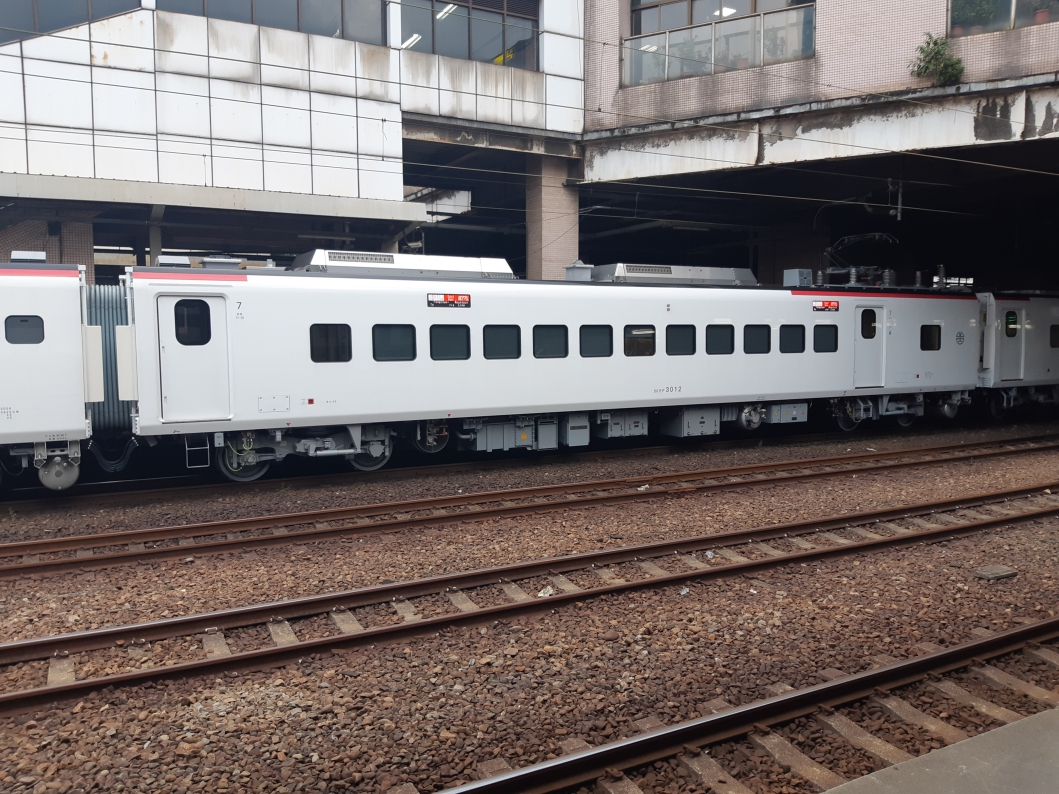
50EP3XX2型（第7車）
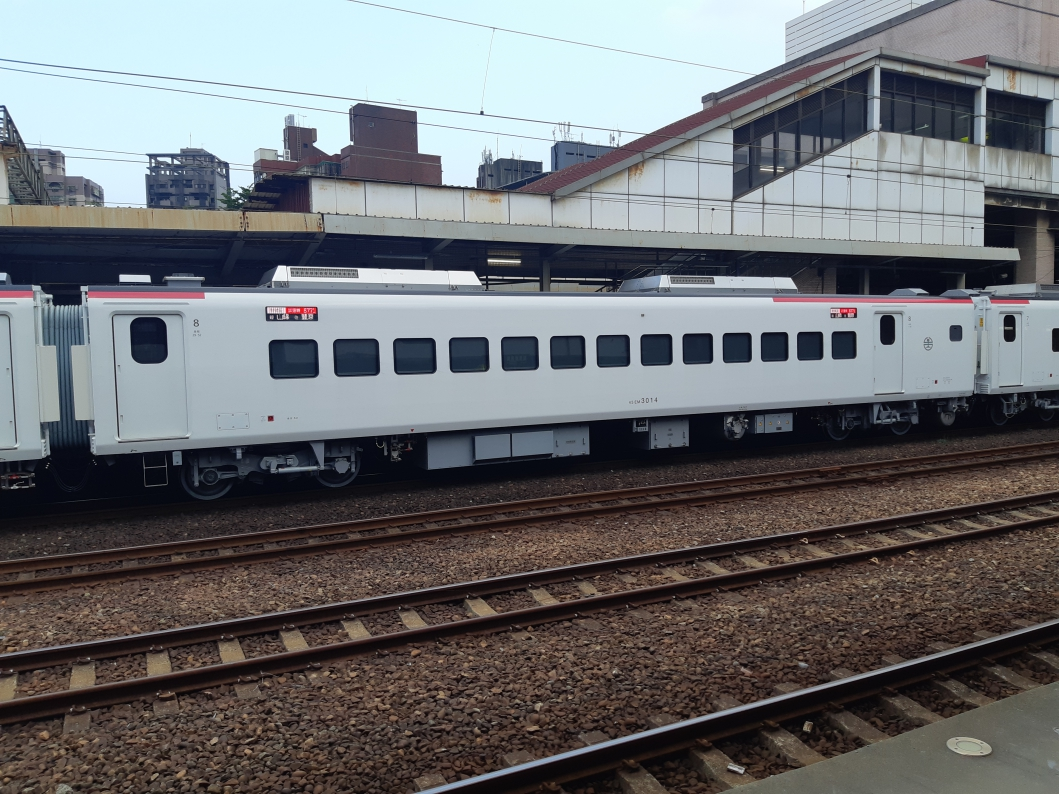
45EM3XX4型（第8車）
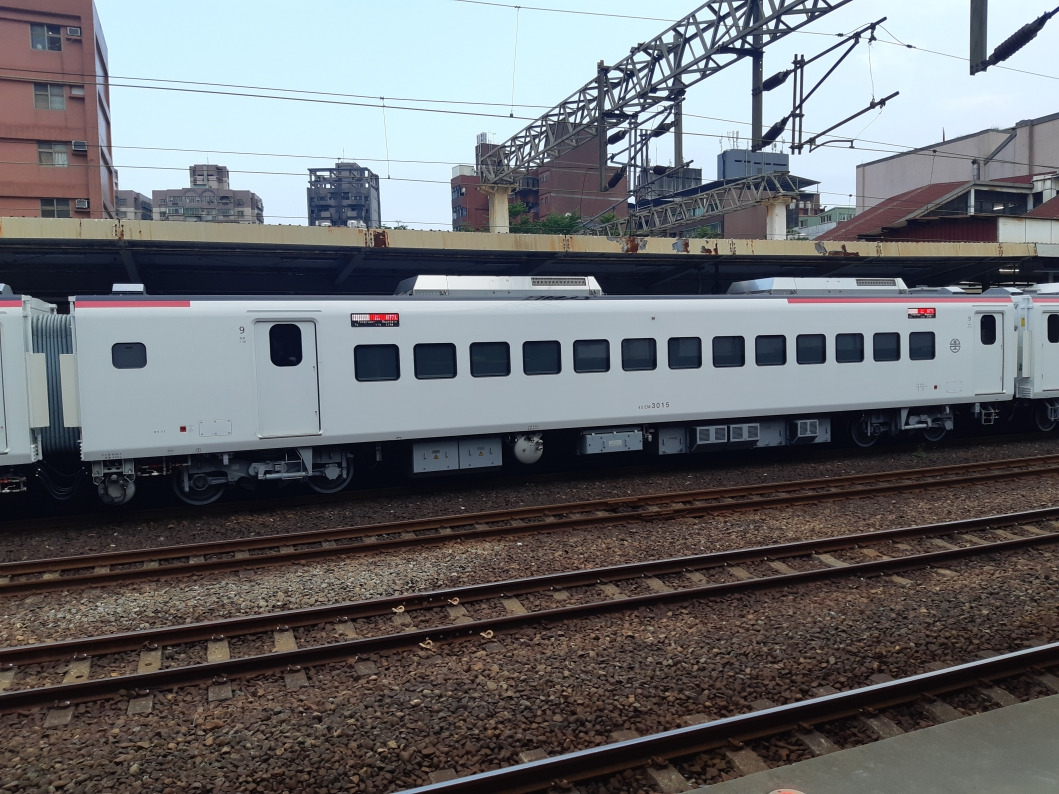
45EM3XX5型（第9車）
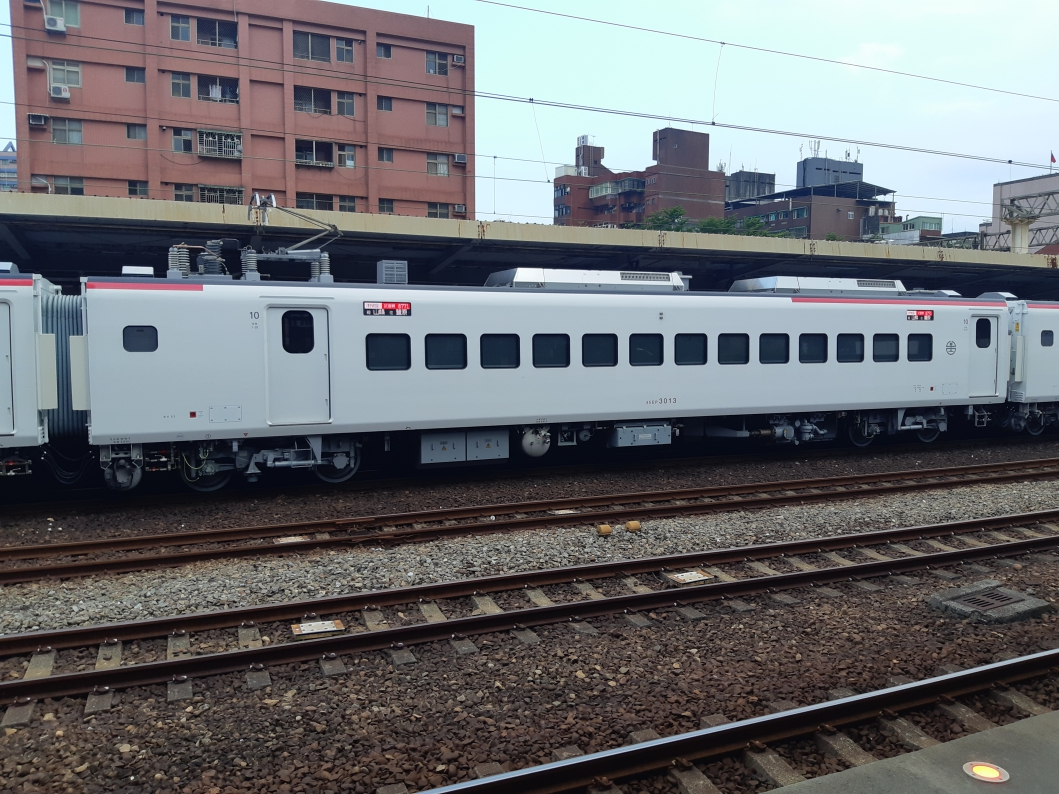
45EP3XX3型（第10車）
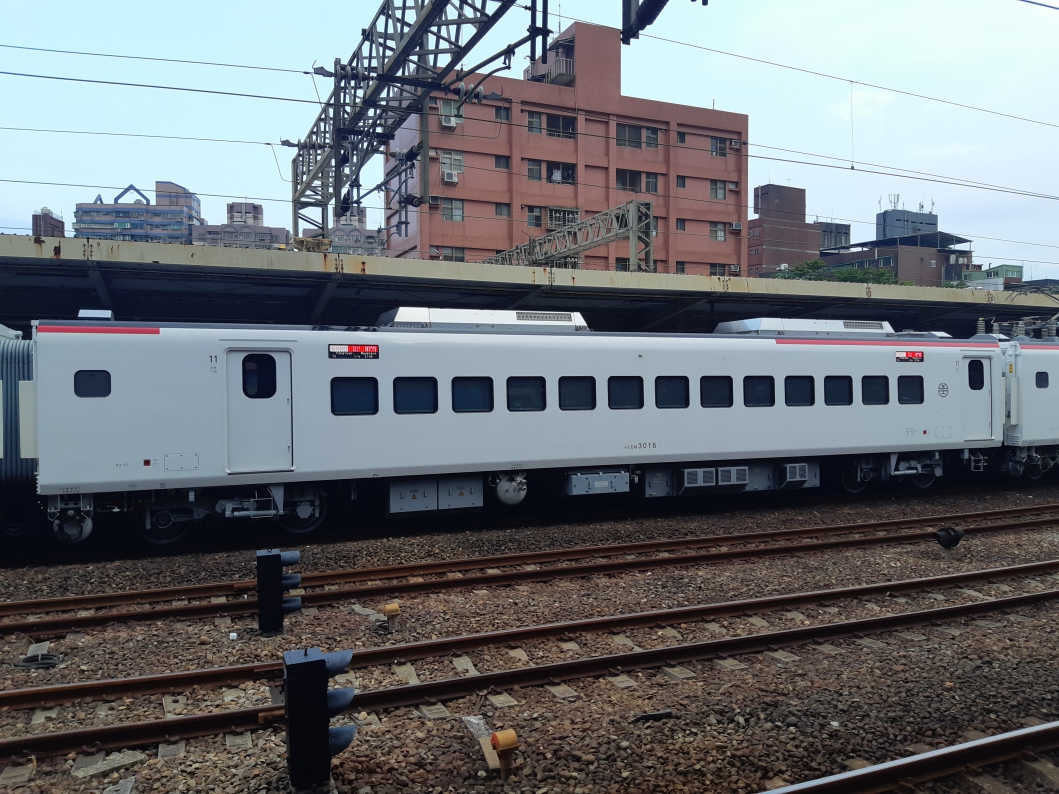
45EM3XX6型（第11車）
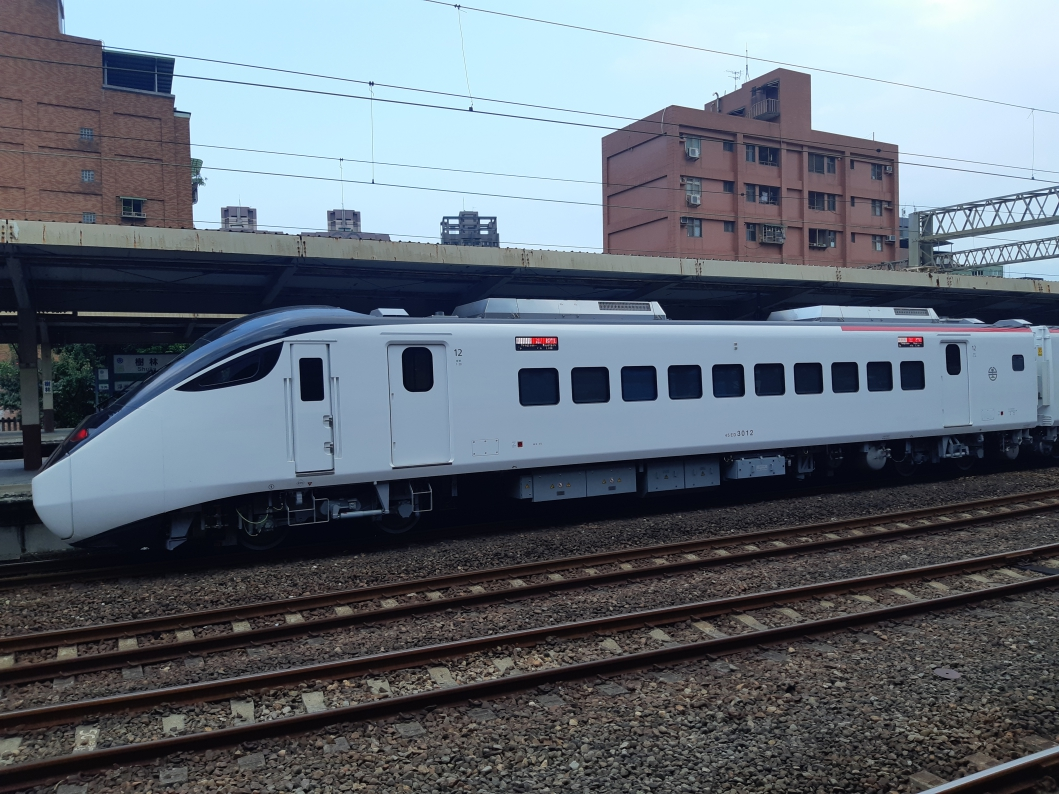
45ED3XX2型（第12車）

## 規格與構造

### 外觀

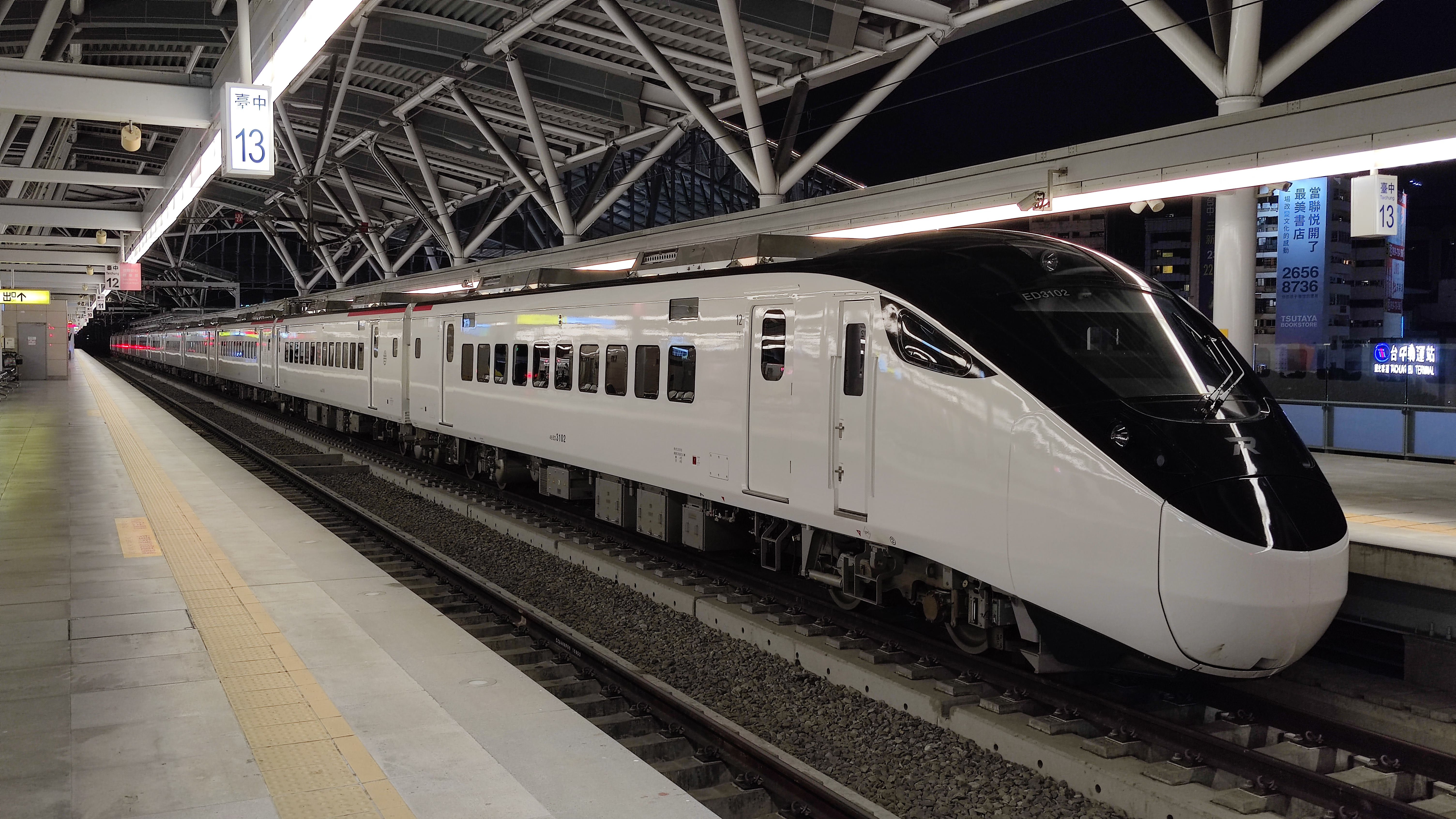
車輛流線型外觀設計

台鐵於2019年11月30日與12月1日，分別在花蓮車站及台東車站發表本型車的初步視覺設計，由台鐵美學小組、日籍設計師野末壯以及日立團隊三方共同研究討論設計，設計主軸為「Silent flow」（靜謐的移動）。配色上駕駛艙部分採用黑色玻璃搭配白色車頭，車身主要為白色，車廂連接處附近上緣點綴彩色邊條，在外觀以及內裝都採用極簡風格，為「台鐵美學」注入新能量。

### 車體結構
本型車與TEMU1000型太魯閣號採用相同車體構造日立A-train系列車輛，本型車是目前日立製作所A-train系列車輛中最新型的電聯車，也是目前海外第2大宗的鐵道車輛訂單，其第1大宗車輛訂單是英國鐵路Class 800與Class 801共866輛，以上兩型車同時製造，前者是柴油及電力油電混合車，後者則是電聯車，兩者都是A-train系列車輛。在EMU3000製造之前一筆A-train系列車輛訂單是首都圏新都市鐵道TX-3000系電車、相模鐵道20000系&21000系電車、東京地鐵17000系電車以及東京地鐵18000系電車。

### 內裝
本型車的內裝初步視覺設計上，經日立設計團隊與台鐵美學小組討論，決議在座椅及內裝採灰黑色系設計，提供設計稿由台灣廠商製作。
標準型一般車廂採用淺色系色調設計，商務車廂「騰雲座艙」則採用深色系色調設計，椅背邊緣則點綴台鐵傳統旅客車色系的藍色（復興號）及橘色（莒光號）標籤，具有傳承意義。
觀光特仕列車座椅及內裝全編組採用與「騰雲座艙」同色調設計，第6車由原先2+1座椅改為2+2座位附設吧檯，椅背邊緣則點綴車身邊條4色標籤，呈現日籍設計師眼中的臺灣特色：熱情（紅色）、知性（藍色）、靜謐（綠色）與豐饒（黃色）。
- 座椅邊緣標籤顏色
  - 藍色：一般車廂（1～5、7～12車）
  - 橘色：騰雲座艙（6車）
  - 四彩：觀光特仕列車（第23～26編組，全編組12節車廂）

### 客室設備

圖為標準型，觀光特仕列車全編組12節車廂採用與商務車廂同色調內裝
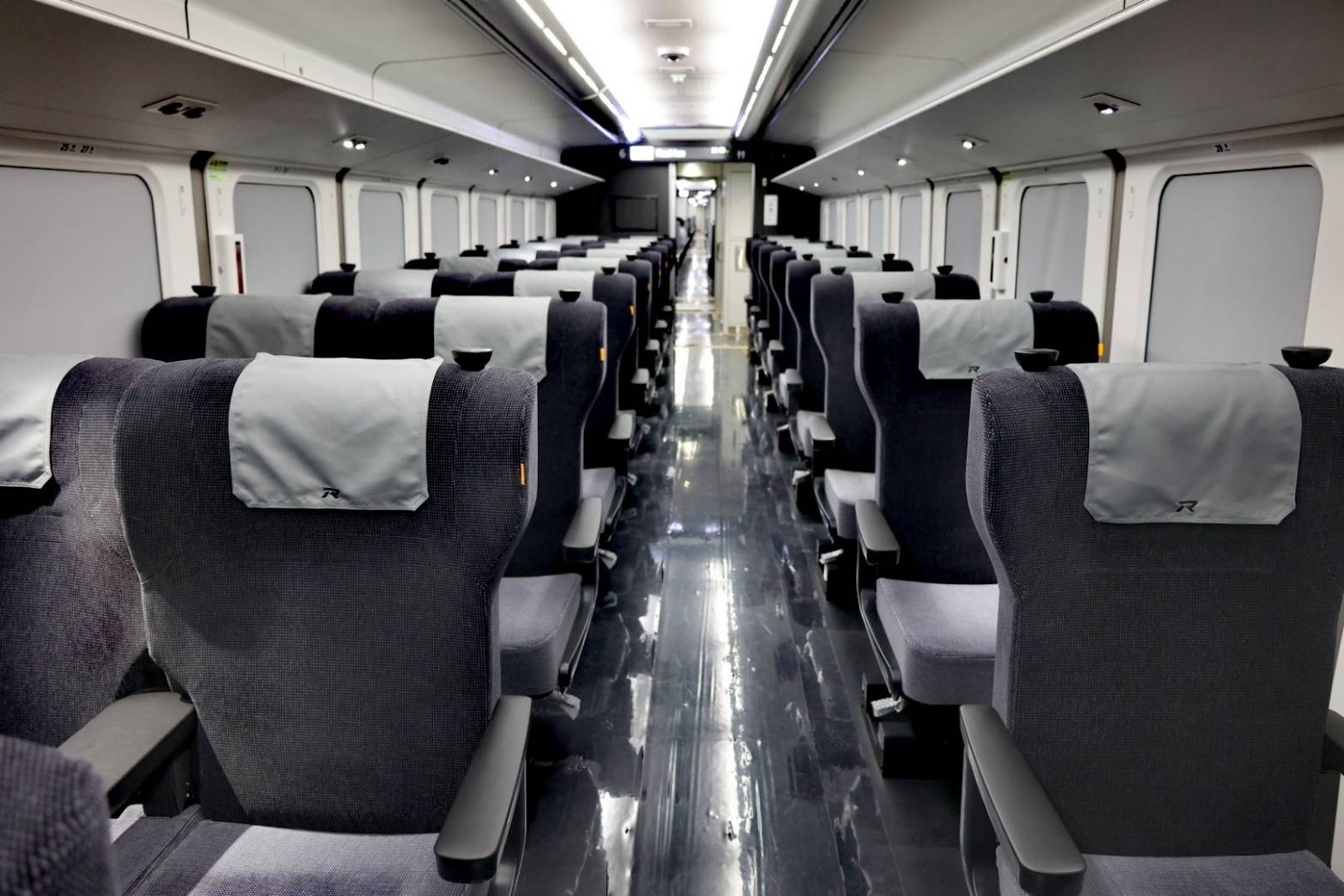
EMU3000型商務車廂內裝 （觀光特仕列車無此配備）
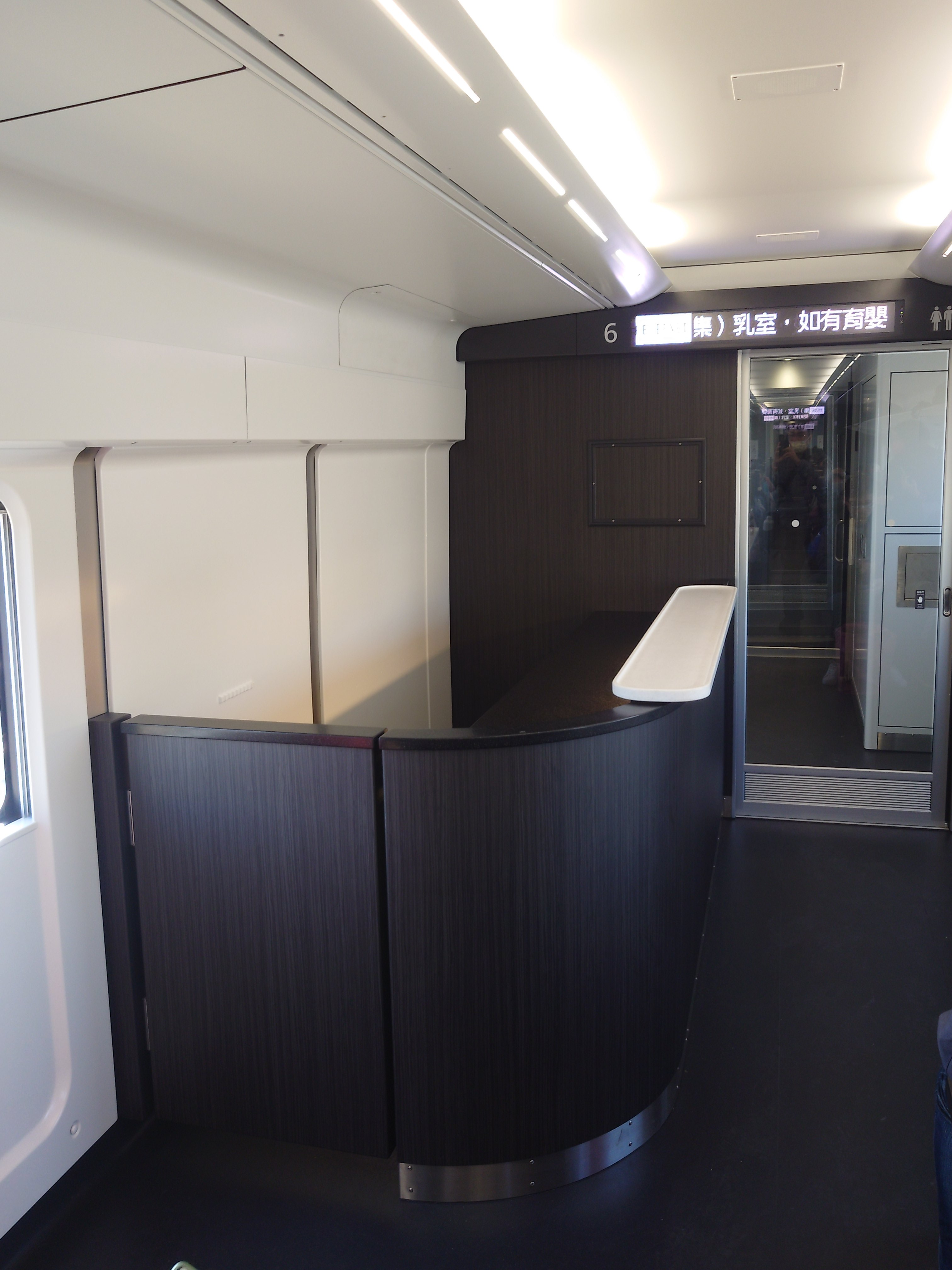
觀光特仕列車位於6車的簡易吧檯

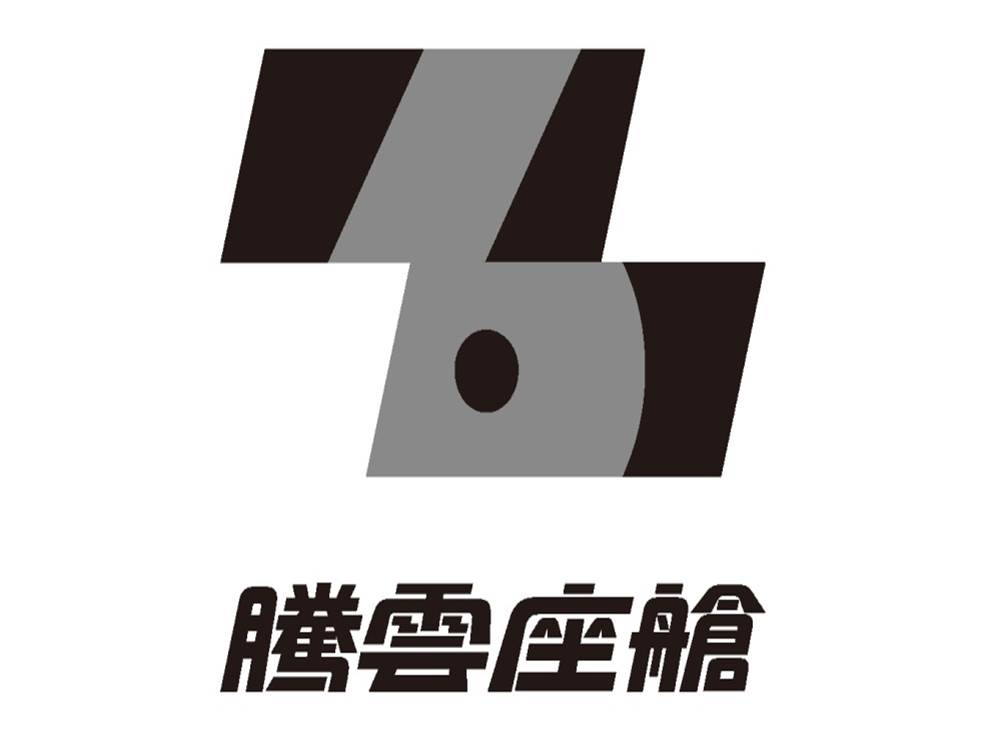
騰雲座艙標誌

依據台鐵發佈之《「城際電聯車600輛」購案赴日本考察車輛製造廠及觀光列車行銷》，本型車之第3車與第7車為無障礙車廂，車內共有四席身障旅客專用座位，並設有圓弧狀之多功能廁所，鄰近的客室通道門也改為對開式自動門方便輪椅進出；其中第7車的無障礙車廂額外設置親子專用座位、嬰兒車收納空間與哺乳室，作為多功能友善車廂使用。
標準型第6車為商務車廂，座位採2+1模式配置，座椅及椅距較一般車廂寬大。
觀光特仕列車型第6車座位與一般車廂皆為2+2模式配置，並於靠5車端設置簡易吧檯，預計將針對團體旅客設計限定特色餐點。同時該車廂也開放給團體旅客租用 。
每節車廂皆設置大型行李放置區，且全車座位下方均配備有110V插座及USB-A插座，以及WiFi無線熱點。
初期本型車之標準車型為全車對號座，不開放自由座（無座位）車票。2023年4月26日起，4列觀光特仕車試行指定第4~9車為自由座車廂，以總量管制方式發售自由座車票，需持當班次自由座車票方可搭乘。2025年2月24日起，開放至部份標準車型行駛之班次，且自由座車廂調整為第9~11車。6月26日起，依列車停靠性質調整自由座車廂，直達車僅限第9車，非直達車維持第9~11車。

### 機電設備
EMU3000型是台鐵首款使用混合型 SiC-VVVF 控制裝置的車型，列车的 VVVF 控制装置型式为 CII-HR1420F，其结构與JR東日本E131系電聯車所用产品共通，由整流器和变流器组成，通过采用混合型 SiC-IGBT 元件（整流器部分为 3.3kV/1200A、变流器部分为 3.3kV/1800A）抑制模組溫度上升，实现了冷卻裝置的小型化。控制装置的整流器部分將來自主變壓器的單相交流電整流為直流電，變流器部分再将其轉換成可變電壓、可變頻率的三相交流電，供電至馬達，形成以1個控制装置驅動4個馬達（1C4M）的架構。
此外，列车的集電弓由東洋電機製造提供，SIV（Static Inverter，靜態式變流器）由富士电机提供。

### 空調機
所使用的空調機是日立製作所原裝製造。

## 得獎
- 2021年日本優良設計獎BEST100獲獎[T 13]。
- 2022年德國紅點設計大獎獲得Winner紅點獎項[T 14][N 18]。
- 2022年台灣金點設計獎產品設計類獲獎[N 19]。

## 營運問題與調整
EMU3000型自2021年12月29日正式加入營運以來，大部分旅客的給予正面評價，不過實際搭乘體驗上，最多問題反映在飲料容易傾倒、沒有杯架、座椅角度過小及舒適度問題，座椅問題在2022年3月試辦調整椅背傾斜增加3度來調整舒適度，但在2023年時仍有旅客反映座椅問題。而飲料杯架樣式和裝設位置於2022年7月起進入實裝測試階段，待審查通過之後，預計2022年底前會將陸續抵台的車輛安裝完成，至於原廠未交車的車輛牽涉到合約問題，將會修改合約後由原廠安裝。
另外在正式營運載客後，司機員反應經常性發生的雨天車輪空轉掉速度、低速進站停車有異音以及低速過衝（overshooting）等操作狀況，在經過日立公司於軟體調整及校正靈敏度後，已經陸續獲得改善並更新軟體版本，後續依實際營運狀況以及司機員回報持續調整中。

## 備註
1. ↑  牽引變流器（Converter & Inverter；簡稱C/I）是台鐵內部將主控制裝置與整流器（Rc）兩者統稱，依照車輛引進年代不同，內部搭載斬波器或者是VVVF元件，而為了分辨兩者元件的不同而採用分別標記[T 7]。

## 外部連結
- 〈新自強號EMU3000型座位配置圖〉 （页面存档备份，存于） ，「小隱隱於宅」網誌，台鐵座位配置圖 （页面存档备份，存于）相簿。（繁體中文）